# 南鷹匠町
南鷹匠町（みなみたかじょうまち）は、愛知県名古屋市西区の地名。

## 歴史

### 町名の由来
鷹匠が居住していたことによる。南北の境目は新馬場にあった。

### 沿革
- 1878年（明治11年）12月20日 - 名古屋区編入により、同区南鷹匠町となる[3]。
- 1889年（明治22年）10月1日 - 名古屋市成立により、同市南鷹匠町となる[3]。
- 1908年（明治41年）4月1日 - 西区編入により、同区南鷹匠町となる[3]。
- 1981年（昭和56年）8月23日 - 西区城西一丁目・城西二丁目・幅下一丁目にそれぞれ編入され消滅[3]。